# Oscar Castellano

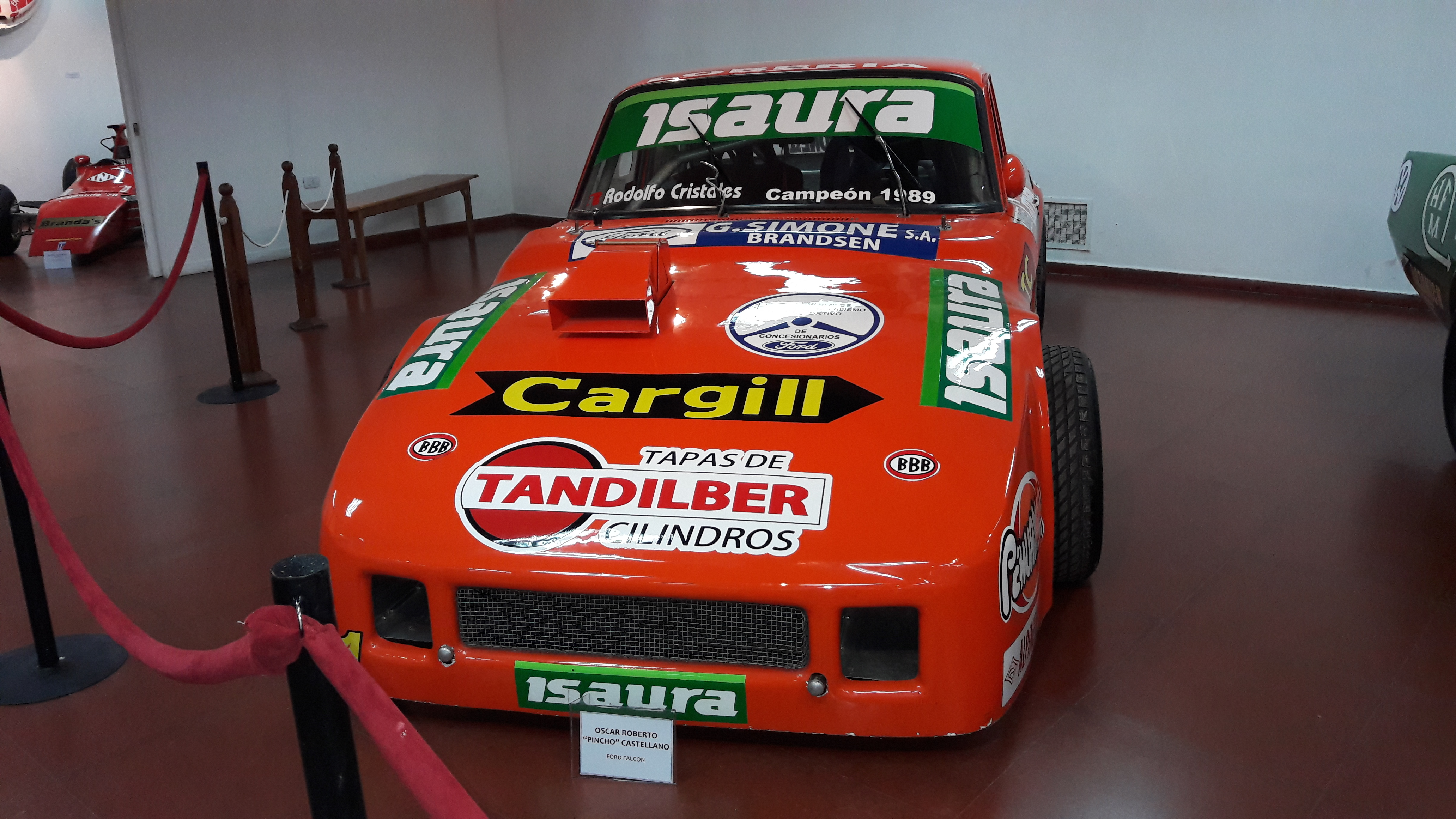
Falcon de Castellano campeón de 1989.

Oscar Roberto Castellano (Lobería, Provincia de Buenos Aires, 15 de septiembre de 1948) es un expiloto argentino de automovilismo. Se destacó principalmente en el Turismo Carretera, categoría en la cual debutó el 20 de septiembre de 1981 en Buenos Aires, disputando 157 competencias e imponiéndose en 27 oportunidades. Ganó su primera carrera el 24 de octubre de 1982 en Necochea. Fue tricampeón de la categoría en 1987, 1988 (ambas con Dodge Polara) y 1989 (con Ford Falcon). Además fue subcampeón en 1984, 1990 y 1991. Fue uno de los últimos «pilotos-preparadores» ya que él mismo armaba su auto. Corrió su última competencia el 15 de diciembre de 1991 en el autódromo de Buenos Aires. En 1990 recibió el Premio Konex - Diploma al Mérito como uno de los 5 mejores automovilistas de la década en Argentina.
Una característica particular de este piloto, fue la de decorar llamativamente sus vehículos de color naranja. La fuerza y constancia presentada por Castellano al mando de sus unidades y su consecuente tricampeonato, dieron origen al mito de La Naranja Mecánica, mote que recibieran los vehículos que manejara durante su carrera deportiva. Curiosamente, Juan Antonio De Benedictis, rival por aquel entonces de Castellano, identificaba a sus vehículos con el color verde, dando origen al recordado mote de El Avispón Verde, en respuesta a la naranja de Castellano.

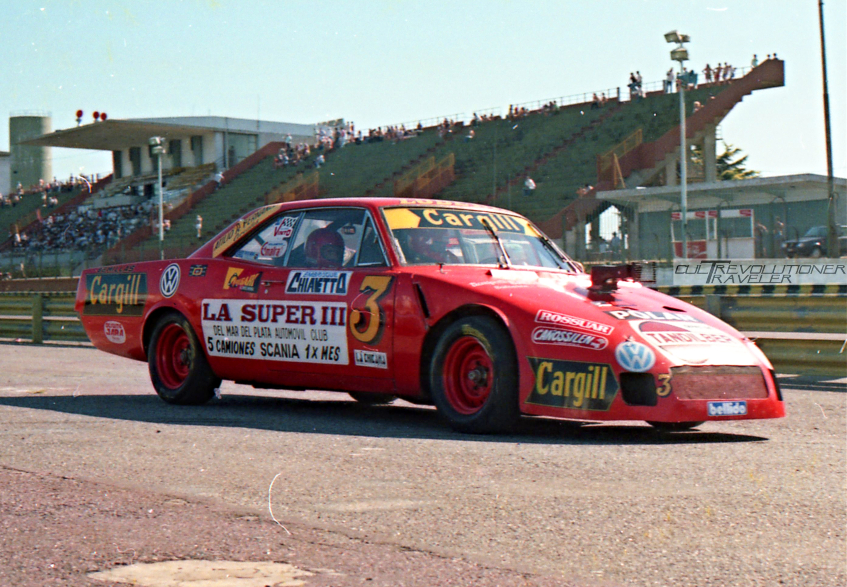
Oscar castellano año 1987.

Luego de su retiro siguió vinculado al automovilismo, preparando motores de Turismo Carretera y TC 2000. Fue preparador del auto campeón de la temporada 1994 un Ford Falcon, conducido por Eduardo Ramos.
Actualmente, dirige su propia estructura de Turismo Carretera, el Castellano Power Team, en la cual se encarga de la preparación de los motores de sus autos. Uno de los pilotos de su equipo, es su propio hijo Jonatan Castellano, quien en el año 2005 obtuvo el título de TC Pista bajo esta estructura.

## Logros en TC

### Campeonatos
| Título  | Especialidad      | Marca       | Año  | Escoltas                                                   |
| ------- | ----------------- | ----------- | ---- | ---------------------------------------------------------- |
| Campeón | Turismo Carretera | Dodge GTX   | 1987 | 2.º Jorge Oyhanart (Ford) 3.º Emilio Satriano (Chevrolet)  |
| Campeón | Turismo Carretera | Dodge GTX   | 1988 | 2.º Oscar Angeletti (Dodge) 3.º Roberto Mouras (Chevrolet) |
| Campeón | Turismo Carretera | Ford Falcon | 1989 | 2.º Oscar Angeletti (Ford) 3.º Antonio Aventín (Dodge)     |

### Triunfos en TC
| Fecha    | Circuito                      | Auto        |
| -------- | ----------------------------- | ----------- |
| 24/10/82 | Vuelta de Necochea            | Dodge GTX   |
| 13/07/83 | Autódromo de 9 de julio       | Dodge GTX   |
| 18/09/83 | Vuelta de Lobería             | Dodge GTX   |
| 06/11/83 | Vuelta de Tandil              | Dodge GTX   |
| 29/04/84 | Vuelta de Lobería             | Dodge GTX   |
| 13/05/84 | Vuelta de Punta Alta          | Dodge GTX   |
| 03/07/84 | Vuelta de San Lorenzo         | Dodge GTX   |
| 19/08/84 | Autódromo de Balcarce         | Dodge GTX   |
| 02/12/84 | Olavarría                     | Dodge GTX   |
| 24/03/85 | Vuelta de Bahía Blanca        | Dodge GTX   |
| 18/08/85 | Vuelta de Santiago del Estero | Dodge GTX   |
| 02/03/86 | Autódromo de Buenos Aires     | Dodge GTX   |
| 22/06/86 | Santa Teresita                | Dodge GTX   |
| 12/02/87 | Santa Teresita                | Dodge GTX   |
| 12/07/87 | Vuelta de San Lorenzo         | Dodge GTX   |
| 22/11/87 | San Miguel del Monte          | Dodge GTX   |
| 10/02/88 | Autódromo de Buenos Aires     | Dodge GTX   |
| 01/05/88 | Autódromo de Las Flores       | Dodge GTX   |
| 09/10/88 | Santa Teresita                | Dodge GTX   |
| 06/11/88 | Autódromo de Buenos Aires     | Dodge GTX   |
| 11/12/88 | Autódromo de Buenos Aires     | Dodge GTX   |
| 12/13/89 | La Plata                      | Ford Falcon |
| 12/08/90 | Autódromo de 9 de julio       | Ford Falcon |
| 26/08/90 | La Plata                      | Ford Falcon |
| 09/09/90 | Autódromo de Buenos Aires     | Ford Falcon |
| 12/05/91 | Vuelta de Olavarría           | Ford Falcon |
| 23/06/91 | Autódromo de Balcarce         | Ford Falcon |

## Numeración
| Año  | Número |
| ---- | ------ |
| 1982 | 101    |
| 1983 | 6      |
| 1984 | 5      |
| 1985 | 2      |
| 1986 | 3      |
| 1987 | 3      |
| 1988 | 1      |
| 1989 | 1      |
| 1990 | 1      |
| 1991 | 2      |